# Fox Filipino
Fox Filipino fue un canal de cable de entretenimiento de archivo propiedad de Fox Networks Group Philippines. Contaba con programación producida en filipino de GMA Network y TV5, así como películas de aquel país de GMA Films y del Cinemalaya Philippine Independent Film Festival, Selectas películas asiáticas y de Hollywood, y programación de TVN doblada en filipino. Tras ocho años de emisión, el Grupo Fox Networks anunció que Fox Filipino dejaría de emitir el 7 de julio de 2020 al trasladar el contenido archivado de GMA y TV5 a su canal de televisión digital Heart of Asia y a la red de satélites gestionada por Cignal, One Screen, respectivamente.

## Programación

### Drama
- Adarna
- It Started with a Kiss
- Paano Ba Ang Mangarap?
- The Walking Dead

### Antología
- Wagas

### Comedia
- Bubble Gang

### Asuntos públicos
- Wish Ko Lang

### Informativo
- Camera Trap: Wild Scene Investigation

### Programación Original
- Native Tongue

### Películas y presentaciones especiales
- Cinemalaya
- Super Sine

## Programación anterior
- 100% Pinoy
- Adik Sa'Yo
- Ako si Kim Samsoon
- Amaya
- Alakdana
- All About Eve
- Ang Babaeng Hinugot sa Aking Tadyang
- Asian Treasures
- Babaeng Hampaslupa
- Babangon Ako't Dudurugin Kita
- Bakekang
- Bantatay
- Balikbayan
- Beauty Queen
- Captain Barbell
- Codename: Asero
- Cielo de Angelina
- Darna
- Dyesebel
- Dwarfina
- Encantadia
- Enchanted Garden
- Endless Love
- Gagambino
- Glamorosa
- Grazilda
- Habang Kapiling Ka
- Ikaw Sana
- Indio
- Impostora
- Ilumina
- Ina, Kasusuklaman Ba Kita?
- Joaquin Bordado
- Kamandag
- The Last Prince
- Legacy
- Luna Blanca
- Luna Mystika
- La Vendetta
- Magdusa Ka
- Majika
- My Husband's Lover
- MariMar
- Mundo Mo'y Akin
- Mulawin
- Muli
- My Beloved
- Munting Heredera
- Nandito Ako
- Pahiram ng Sandali
- Panday Kids
- Pepito Manaloto
- Pinoy Abroad
- Pinoy Meets World
- Sa Ngalan ng Ina
- Rod Santiago's The Sisters
- Stairway to Heaven
- Sugo
- Super Twins
- Trudis Liit

### Programación Extranjera
- Alpha Dogs
- La Teniente